# Gare de Aïn Touta
La gare de Aïn Touta est une gare ferroviaire algérienne située sur le territoire de la commune de Aïn Touta, dans la wilaya de Batna.

## Situation ferroviaire
Établie à une altitude de 925 m, la gare est située au point kilométrique (PK) 111,400 de la ligne d'El Guerrah à Touggourt, où elle est précédée de la gare de l'Université Hadj Lakhdar et suivie de celle d'El Kantara. Elle est en outre la gare origine de ligne de Aïn Touta à M'Sila où elle est suivie de la gare de Tilatou.
| \| Batna Aïn Touta Barika Aïn Yagout Ouled Ammar Tilatou Uni. Hadj Lakhdar \| Localisation de la gare de Aïn Touta dans la wilaya de Batna? |
| Batna Aïn Touta Barika Aïn Yagout Ouled Ammar Tilatou Uni. Hadj Lakhdar                                                                     |

## Histoire
La gare est mise en service en 1886 lors de l'ouverture de la section de Batna à Aïn Touta de la ligne d'El Guerrah à Touggourt,.

## Service des voyageurs

### Desserte
La gare est desservie par :
- les trains grandes lignes des liaisons :
  - Alger - Batna[4],[5] ;
  - Alger - Touggourt[6],[7],[8] ;
- les trains régionaux des liaisons :
  - Skikda - Aïn Touta[9] ;
  - Constantine - Biskra[10] ;
  - Aïn Touta - Djerma[11],[12],[13].